# 張睿家
張睿家（Ray Chang，原名張家振，1985年3月31日—），台灣男演員。2006年以《盛夏光年》獲得第43屆金馬獎最佳新演員。2021年，張睿家因BL劇《We Best Love》再度走紅。

## 生平
張睿家畢業於南港高工夜間部電機科、臺北市立體育學院休閒運動管理學系、臺北市立古亭國民中學。
張睿家與妻子黃安若是2010年在教會認識，並曾在微電影合作，2015年公開兩人交往狀態；2019年，兩人低調登記結婚。

## 電視劇
| 年份   | 頻道                           | 劇名                       | 角色   | 性質       |
| ------ | ------------------------------ | -------------------------- | ------ | ---------- |
| 2003年 | TVBS歡樂台                     | 《七年級生》               | 安佑乾 | 第二男主角 |
| 2004年 | TVBS歡樂台                     | 《愛情合約》               | 李凱   | 第二男主角 |
| 2005年 | TVBS歡樂台                     | 《惡男宅急電》             | 龍眼   |            |
| 2006年 | 公視、八大綜合台               | 《東方茱麗葉》             | 鄭內司 | 第二男主角 |
| 2008年 | 中視、八大綜合台               | 《我的億萬麵包》           | 金恩浩 | 第二男主角 |
| 2010年 | 公視                           | 《十七號出入口》           | 阿宏   | 第一男主角 |
| 2011年 | 三立台灣台                     | 《愛。回來》               | 莫智彬 | 第一男主角 |
| 2012年 | 公視                           | 《俗辣英雄》               | 阿丘   | 第一男主角 |
| 2013年 | 江蘇衛視                       | 《愛的創可貼》             | 唐少磊 | 第一男主角 |
| 2013年 | 中視、TVBS歡樂台               | 《求愛365》                | 賴宇翔 | 第一男主角 |
| 2015年 | 中視、中天綜合台               | 《鋼鐵之心》               | 金奧客 |            |
| 2015年 | 浙江衛視                       | 《聊齋新編之夜叉國》       | 徐進業 | 第一男主角 |
| 2015年 | 民視                           | 《星座愛情雙魚女》         | 陸逸   | 第二男主角 |
| 2015年 | LINE TV、衛視中文台            | 《我的鬼基友》             | 王書海 | 第一男主角 |
| 2015年 | 台視、TVBS歡樂台               | 《唯一繼承者》             | 文風   | 第一男主角 |
| 2016年 | KKTV                           | 《重新。沒來過》           | 趙政霆 | 第一男主角 |
| 2017年 | 優酷視頻                       | 《最佳女配》               | 封舟   | 第一男主角 |
| 2017年 | 公視                           | 《濁流》                   | 石頭   | 第一男主角 |
| 2018年 | 搜狐視頻                       | 《動物系戀人啊》           | 秦浩   | 第二男主角 |
| 2020年 |                                | 《面容》                   | 李翔   | 第一男主角 |
| 2020年 | 愛奇藝                         | 《唐人街探案》             | 阿吉   |            |
| 2021年 | WeTV                           | 《We Best Love》           | 裴守一 |            |
| 2021年 | MyVideo                        | 《我的老闆是隻貓》         | 雷昊陽 | 第一男主角 |
| 2021年 | 衛視中文台                     | 《如果花知道》             | 唐青松 | 第一男主角 |
| 2022年 | Netflix                        | 《華燈初上》               | 前男友 | 客串       |
| 2023年 | 公視、八大戲劇台               | 《最佳利益2－決戰利益》    | 歐晉軒 | 單元男主角 |
| 2023年 | 公視、八大戲劇台               | 《最佳利益3－最終利益》    | 歐晉軒 |            |
| 2023年 | 東森超視、華視                 | 《阿叔》                   | 王家倫 | 第二男主角 |
| 2024年 | HBO GO                         | 《何百芮的地獄毒白》       | 周志明 |            |
| 2024年 | 公視                           | 《不夠善良的我們》         | ED     |            |
| 2024年 | CATCHPLAY+、愛奇藝             | 《讓我看見你是誰》         | 劉以傑 |            |
| 2024年 | 東森超視、華視                 | 《阿榮與阿玉》             | 曾海亮 | 第二男主角 |
| 2024年 | 大愛電視台                     | 《血·拾人生》              | 宋明傑 | 第一男主角 |
| 2025年 | 公視、Netflix                  | 《死了一個娛樂女記者之後》 | 王瑞宇 |            |
| 2025年 | 東森戲劇台                     | 《回故鄉》                 |        |            |
| 2025年 | 《你，敢不敢？－置物櫃的少女》 |                            |        |            |
| 2026年 | TVBS歡樂台                     | 《有愛我們床上談》         |        |            |
| 2026年 | 民視、公視台語台               | 《阿松與阿暖》             |        |            |

## 電影
| 年份   | 片名                      | 飾演角色       | 導演           |
| ------ | ------------------------- | -------------- | -------------- |
| 2006年 | 《盛夏光年》              | 康正行         | 陳正道         |
| 2007年 | 《夏天的尾巴》            | 陳懷鈞         | 鄭文堂         |
| 2009年 | 《絕命派對》              | 陳建緯         | 柯孟融         |
| 2009年 | 《陽陽》                  | 黃紹恩         | 鄭有傑         |
| 2009年 | 《夏天協奏曲》            | 林明寬（阿寬） | 黃朝亮         |
| 2009年 | 《軌道》                  | 振哲           | 川口浩史       |
| 2011年 | 《命運化妝師》            | 郭詠明         | 連奕琦         |
| 2011年 | 《那一夜的正義》 （短片） | 李杭           | 林暐智         |
| 2014年 | 《到不了的地方》          | 謝呈全         | 李鼎           |
| 2014年 | 《想飛》                  | 張家豪         | 李崗、蕭力修   |
| 2015年 | 《鐵獅玉玲瓏2》           | 東坡           | 澎恰恰         |
| 2015年 | 《宅男女神殺人狂》        | 建禾           | 鄭健和、金沛晟 |
| 2015年 | 《墓穴迷城》              | 謝春安         | 寧敬武         |
| 2015年 | 《盲人村》                | 曉陽           | 陳可芸         |
| 2015年 | 《七夜追魂 》             | 聶重           | 陳會毅         |
| 2017年 | 《最完美的女孩》          | 林邈           | 金沛晟         |
| 2022年 | 《女優，摔吧》            | 姜揚           | 周美豫         |

### 微電影
- 2011年全家偶像劇《永遠都想你管我》 飾：柯晴元
- 2013年《愛。在彰化》
- 2014年《遇見美好的你》
- 2018年《好好》 飾：阿甘
- 2025年《我的媽媽是網友》

## MV
- 2002年 張清芳〈最後一夜〉
- 2003年 梁靜茹〈Beautiful〉
- 2003年 范瑋琪〈那些花兒〉
- 2003年 潘美辰〈我可以為你擋死〉
- 2004年 張韶涵〈寓言〉
- 2004年 五月天〈超人〉
- 2006年 劉亦菲〈放飛美麗〉
- 2008年 蕭敬騰〈原諒我〉
- 2008年 閻韋伶〈我知道〉
- 2009年 卓文萱〈一秒也好〉
- 2010年 S.H.E〈愛就對了〉
- 2014年 蕭敬騰〈到不了的地方〉
- 2015年 Twinko〈說我愛你〉
- 2019年 李玟〈斷了〉
- 2021年 周予天〈唯一寫過的情書〉
- 2022年 徐靖玟〈聽某某誰說〉
- 2023年 滅火器樂團〈火山戀曲〉
- 2024年 林美秀〈騙我騙到死〉

## 舞台劇
- 2009年 《醜男子》

## 廣告代言
- Samsung Galaxy Note 5 我粉閃耀篇
- 統一麵（腳踏車篇）
- 肯德基
- 七七新貴派（草莓口味）
- DHC 魔幻眼影
- 台灣固網（006 真情時刻）
- 光陽機車平面
- 7-11宜蘭傳藝篇
- 金飾廣告（miracle）
- 信義房屋
- 偶像劇 (永遠都想你管我)
- 火星熊KTV微電影 (火星無尾熊)

## 獎項紀錄
| 年份   | 頒獎典禮     | 獎項       | 影片         | 角色   | 結果 |
| ------ | ------------ | ---------- | ------------ | ------ | ---- |
| 2006年 | 第43屆金馬獎 | 最佳新演員 | 《盛夏光年》 | 康正行 | 獲獎 |

## 外部連結
- 張睿家的新浪微博
- 張睿家的Facebook專頁
- 張睿家的Instagram帳戶
- 張睿家的X（前Twitter）
- 張睿家在互联网电影资料库（IMDb）上的資料（英文）
- 張睿家在香港影庫上的簡介
- 張睿家在台灣電影網上的資料（繁體中文）